# اسکنه

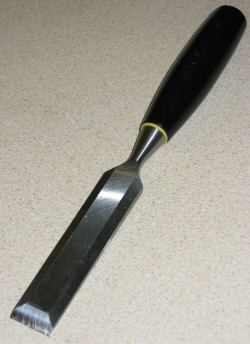
اسکنهٔ فولادی درودگری.

اِسکِنه، بیرم، قلم درز یا چیزِل از ابزارهای دستی است.
اسکنه یا مغار ابزاری فلزی از جنس استیل یا فولاد است که درودگران به منظور تزیین، چوب را به وسیله آن تراش می‌دهند.
اسکنه لبه پهنی دارد که آن را به آرامی بر روی سطح مورد نظر حرکت می‌دهند و برای حرکت با چکش چوبی کوچکی ضربات ملایمی بر دسته اسکنه وارد می‌کنند.
از انواع اسکنه می‌توان به اسکنه جراحی اشاره کرد.